# 쉐보레 쉬베트

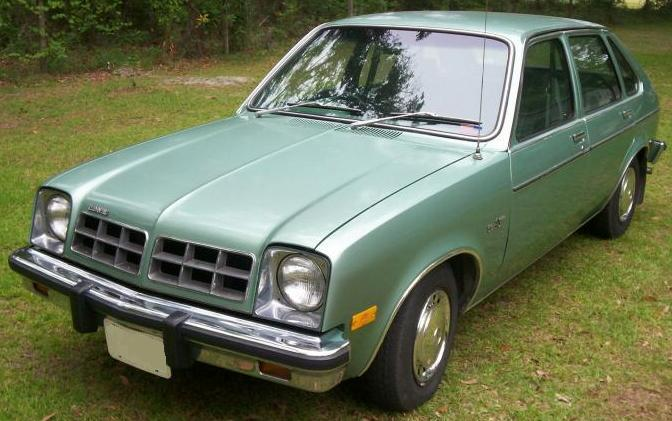

쉐보레 쉬베트(Chevrolet Chevette)는 1976년부터 1987년까지 쉐보레가 제조한 후륜구동 방식의 슈퍼미니 자동차이자 소형차이다. 1975년 9월 선보인 이 쉐보레 차량은 12년 이상 2,800,000대 이상을 판매하였다.

## 갤러리

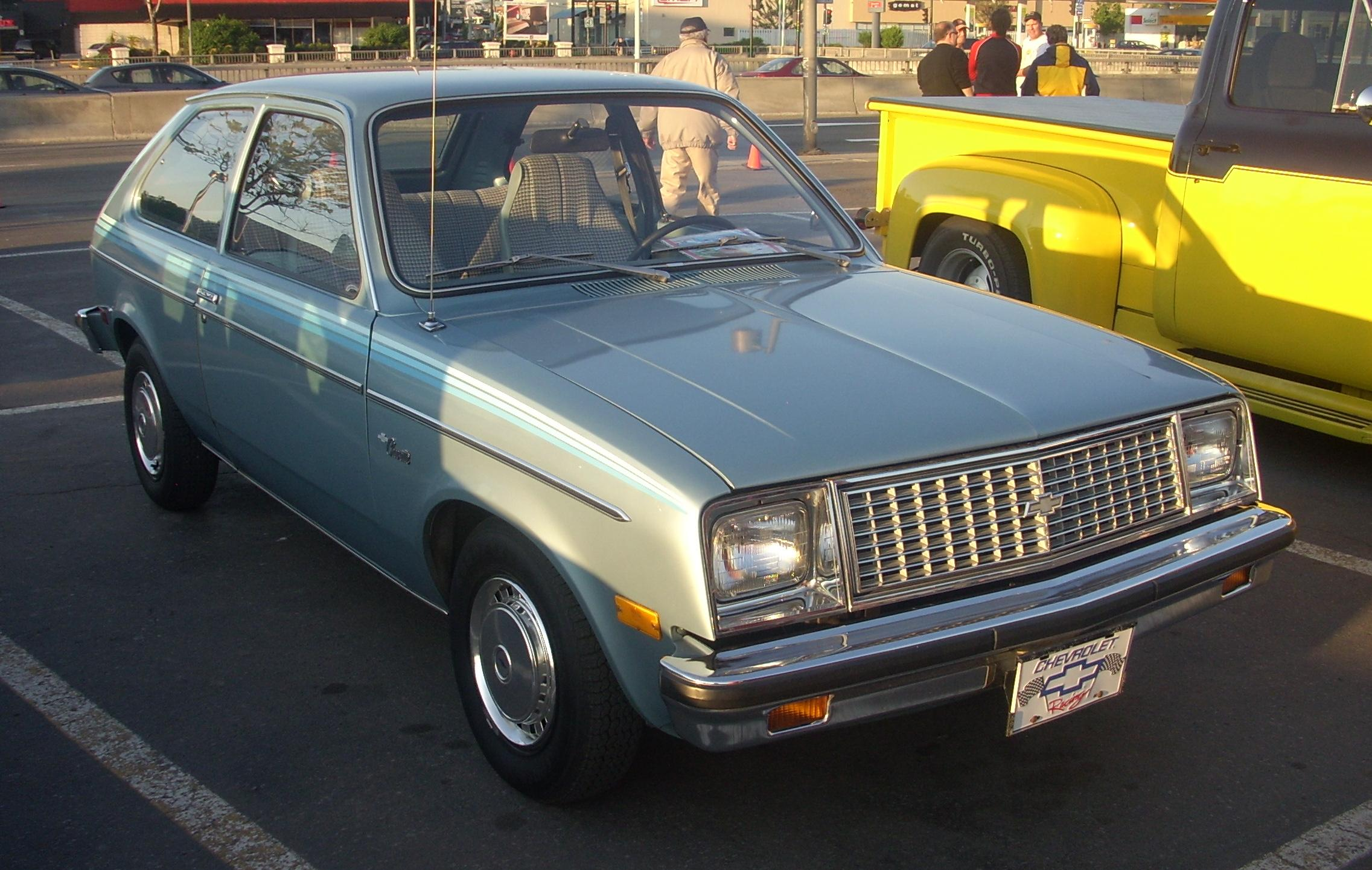
1979 쉐보레 쉬베트 2도어 해치백
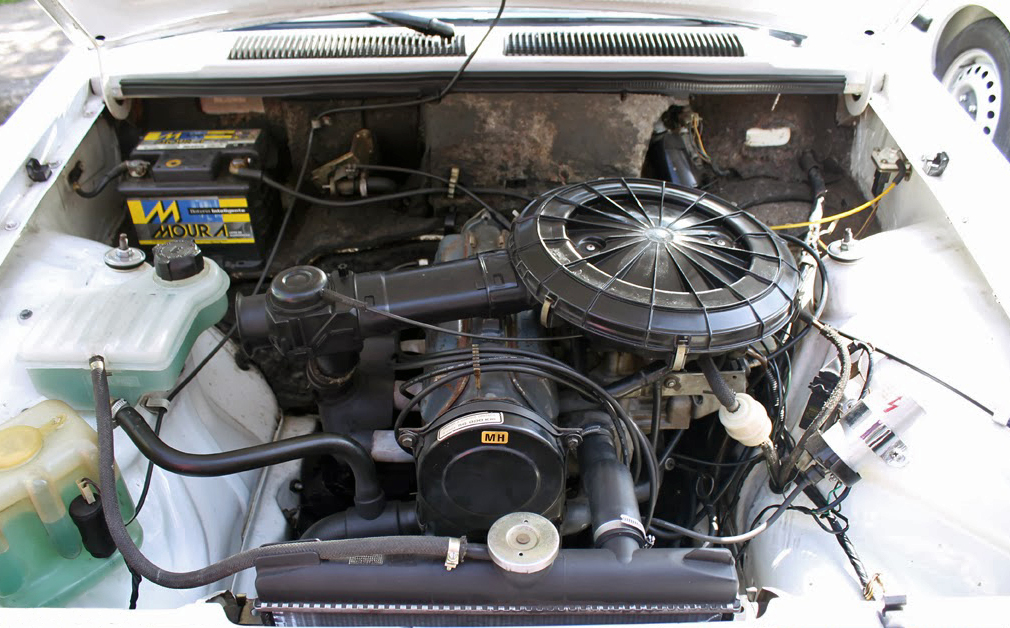
브라질 1.6리터 OHC 엔진
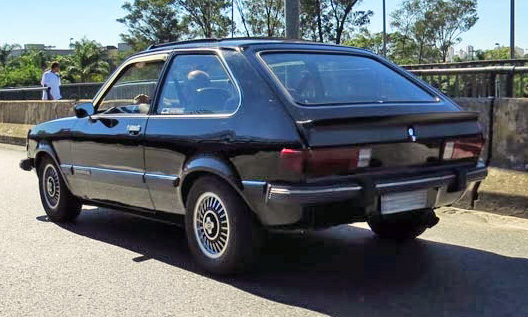
고유한 해치백 버전